# Konstantin Dmitrievič Flavickij
Konstantin Dmitrievič Flavickij (in russo Константин Дмитриевич Флавицкий?; Mosca, 25 settembre 1830 – San Pietroburgo, 15 settembre 1866) è stato un pittore russo.

## Biografia

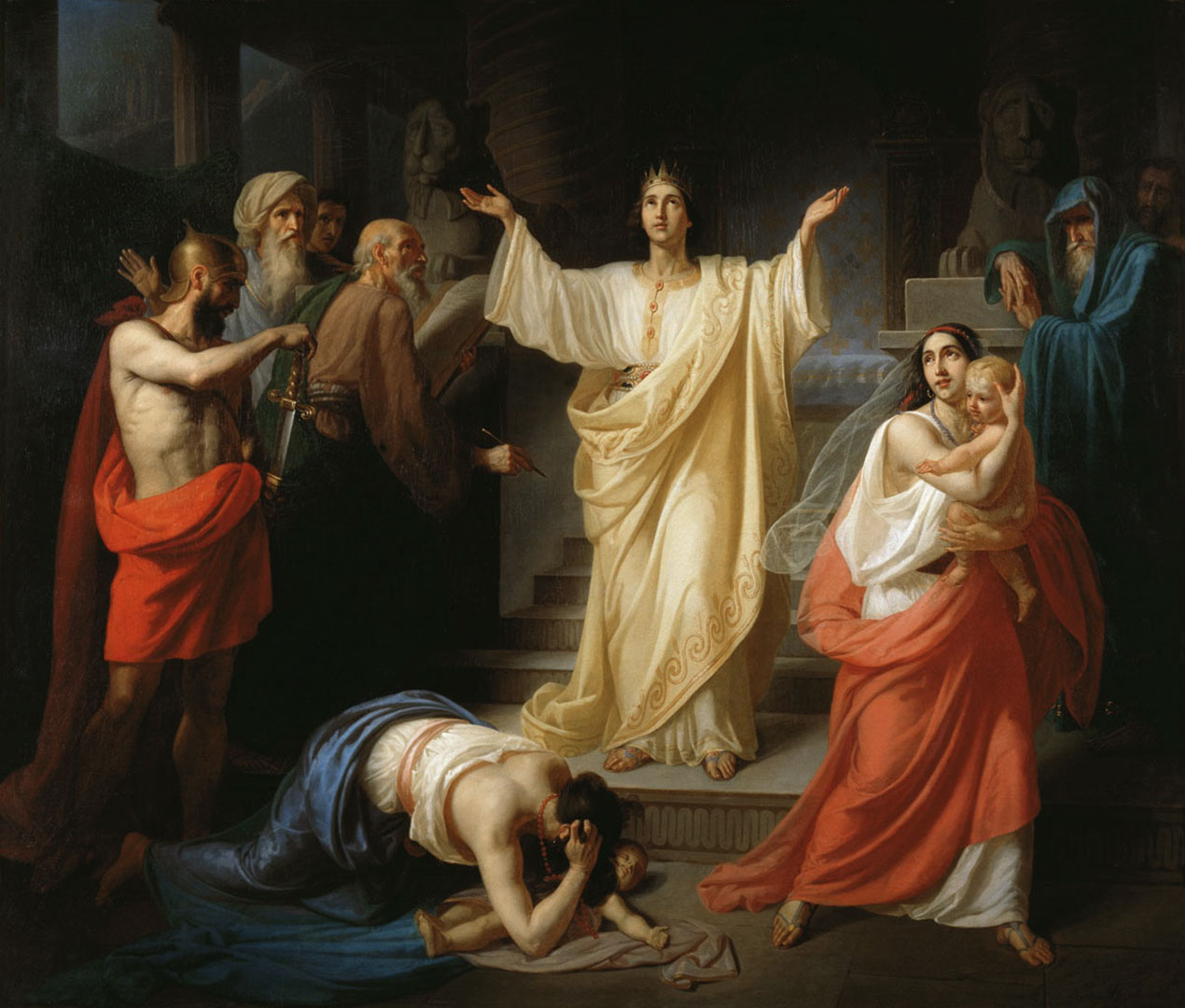
Il giudizio di Salomone, 1854 circa

Flavickij ricevette la sua educazione artistica all'accademia imperiale delle arti, ed era uno studente del professore Fëdor Antonovič Bruni. Egli ricevette delle medaglie d'argento dall'accademia per dei disegni e degli schizzi dal vivo. Nel 1854, venne premiato con una piccola medaglia d'oro per il suo dipinto Il giudizio di Salomone. Si laureò alla fine del corso accademico nel 1855, ricevendo il titolo di artista. Ricevette una grande medaglia d'oro dall'accademia di belle arti per la sua opera I figli di Giacobbe vendono il loro fratello Giuseppe, che gli permise di viaggiare in Italia per studiare tra il 1856 e il 1862, come pensionato dell'accademia.
Egli tornò in Russia nel 1862. L'anno successivo, venne riconosciuto come un membro libero onorario dell'accademia per il grande dipinto Martiri cristiani nel Colosseo, realizzato a Roma. Alla mostra del 1864, il dipinto La principessa Tarakanova gli valse il titolo di professore all'accademia delle arti e attirò l'attenzione degli amanti dell'arte e del pubblico. L'opera è basata su una leggenda sulla morte di Elizaveta Alekseevna Tarakanova, autoproclamatasi figlia di Aleksej Grigor'evič Razumovskij e di Elisabetta di Russia, e la raffigura nella sua cella della prigione durante l'inondazione di San Pietroburgo (anche se in realtà morì di tisi). Quando l'opera venne esposta a Parigi, un critico lodò l'artista con queste parole:
(Théophile Thoré, Les Salons: Salons de 1864-1868, 1893)
L'artista morì all'età di trentacinque anni. La sua salute era compromessa gravemente dalla tubercolosi. Il morbo si sviluppò nelle condizioni del clima di San Pietroburgo. Sperando che la sua saluta migliorasse in Europa meridionale, aveva intenzione di andarci, ma morì prima di partire. All'inizio venne sepolto nel cimitero ortodosso di Smolensk, ma nel 1936 i suoi resti mortali furono trasferiti nella necropoli dei Maestri dell'arte del monastero di Aleksandr Nevskij di Leningrado.

## Omaggi
Nel 1980, per celebrare i 150 anni dalla sua nascita, in Unione Sovietica venne rilasciato un francobollo di sei kopeika che raffigura la sua opera La principessa Tarakanova.

## Galleria d'immagini

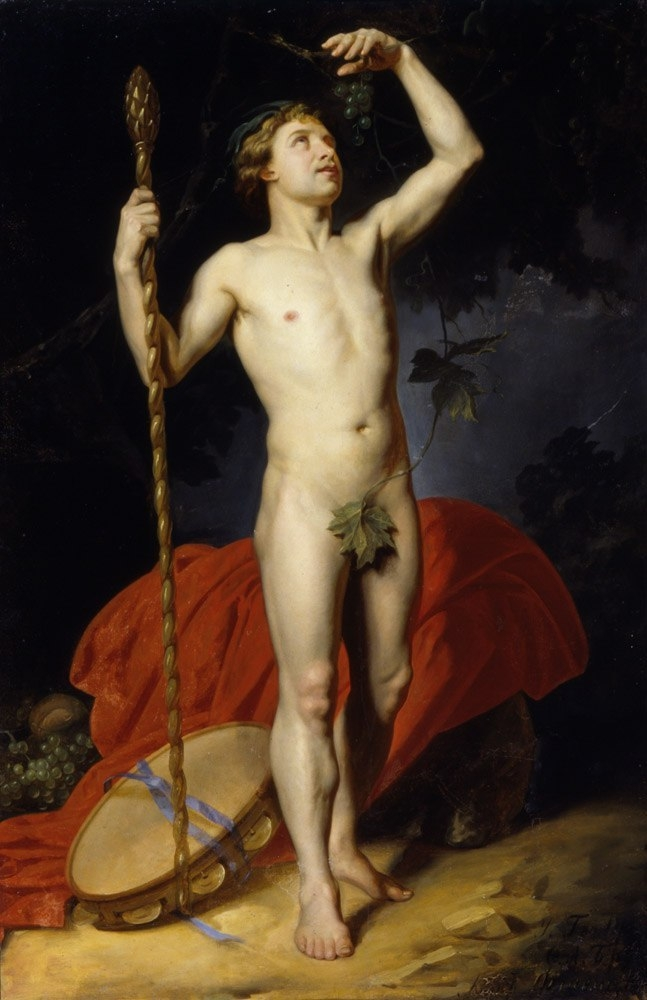
Bacco, 1850 circa
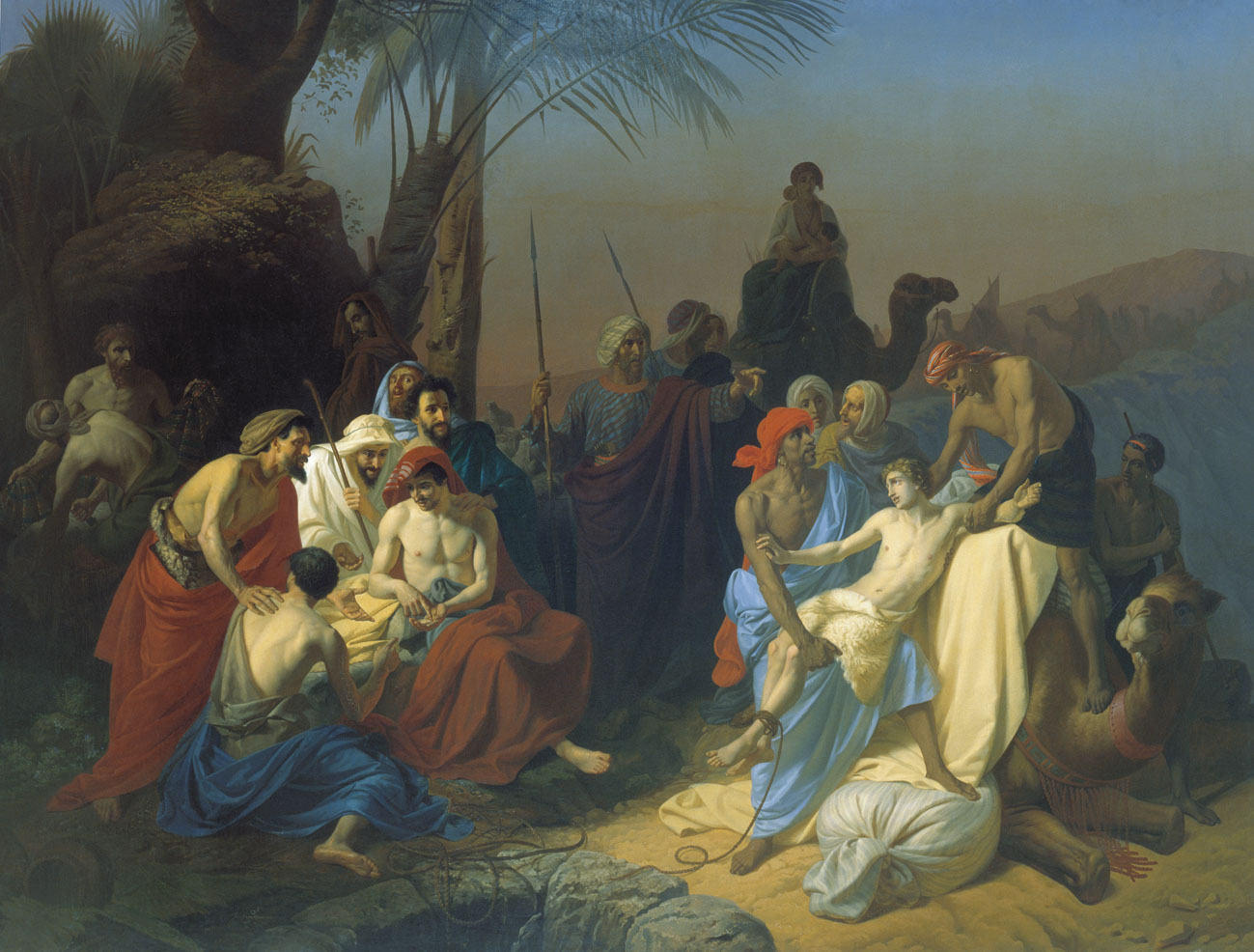
I figli di Giacobbe vendono il loro fratello Giuseppe, 1855
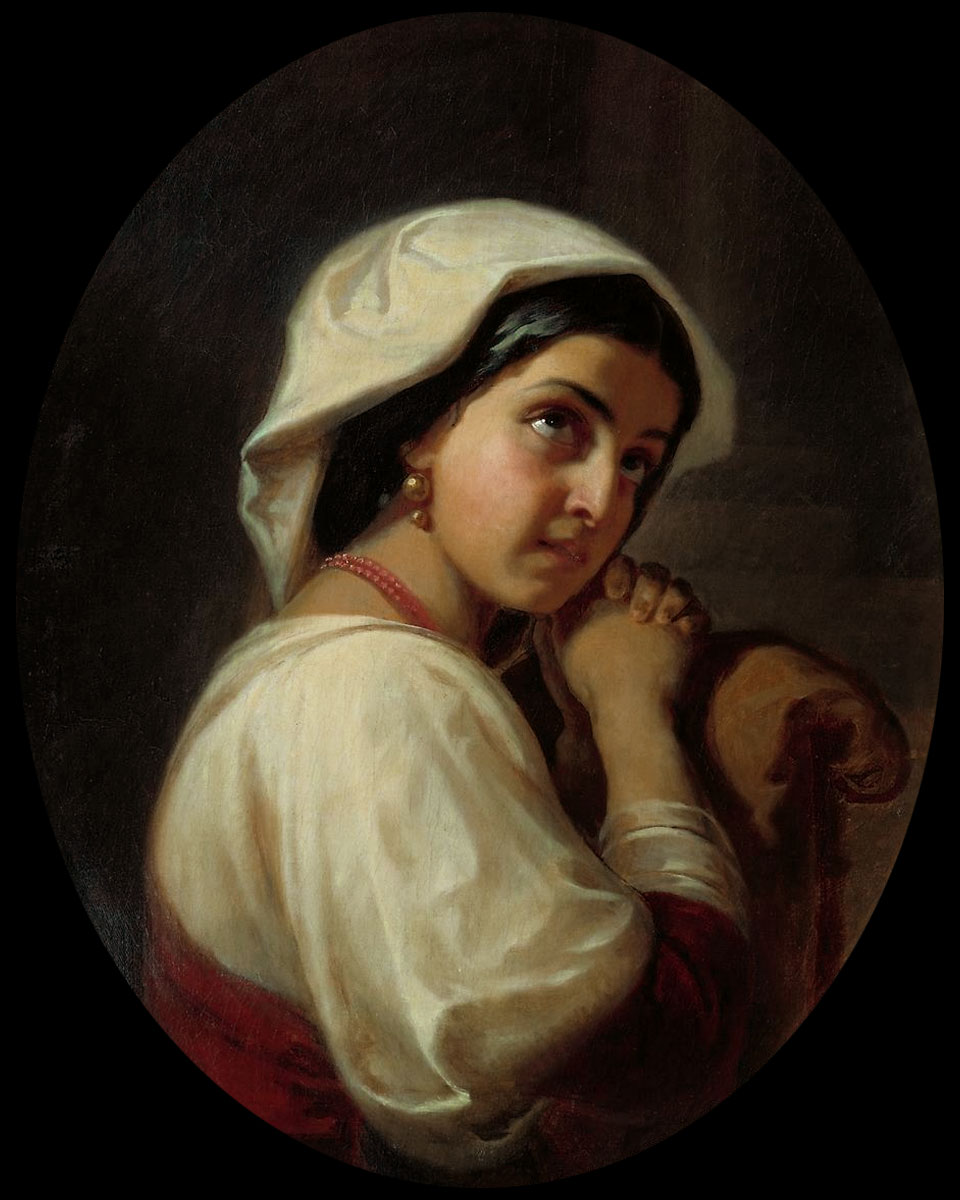
Italiana, 1860 circa